# Plevna (okręg Gałacz)
Plevna – wieś w Rumunii, w okręgu Gałacz, w gminie Rediu. W 2011 roku liczyła 504 mieszkańców.